# Pfarrhaus (Bad Brückenau)

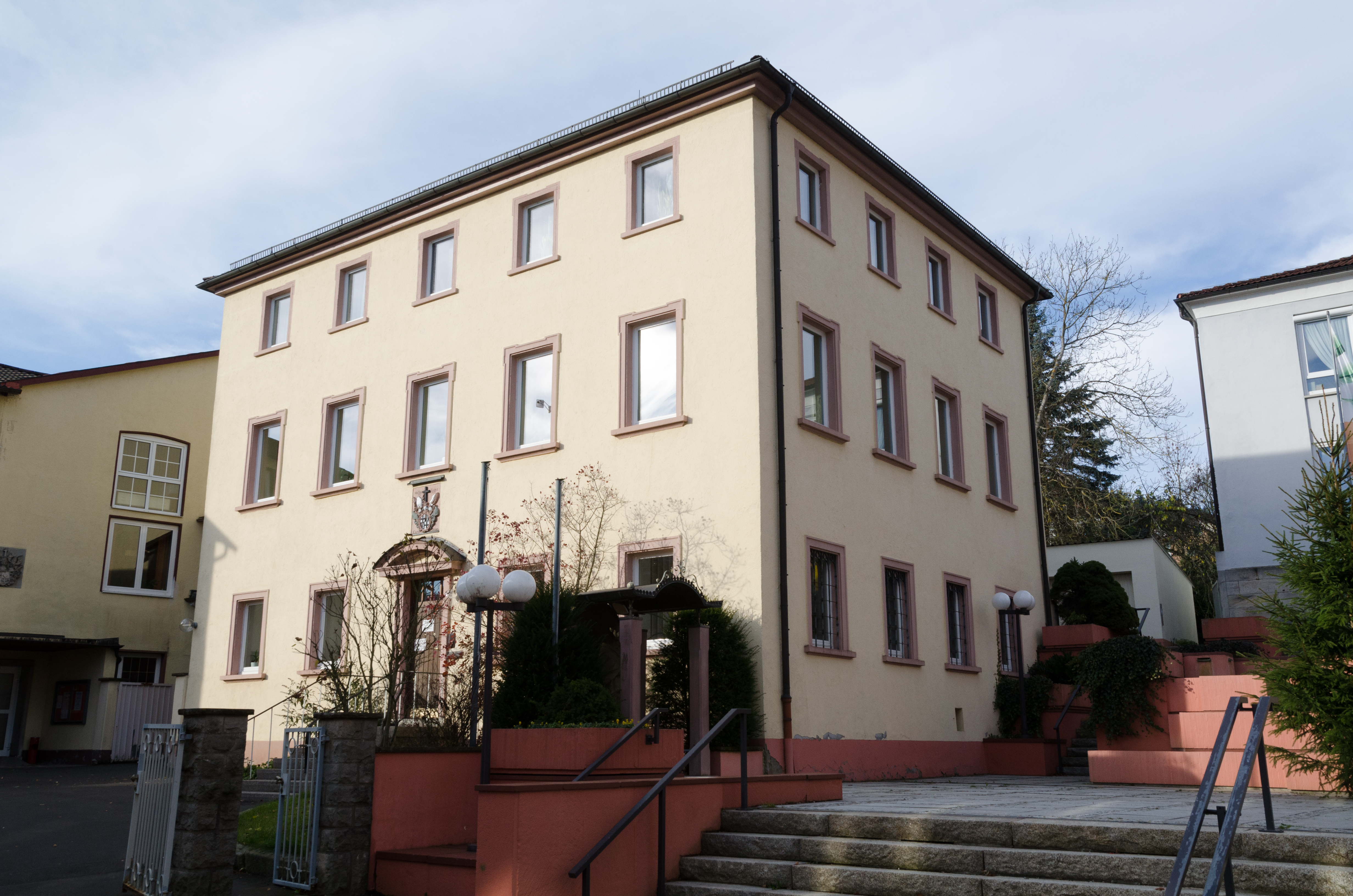
Pfarrhaus in Bad Brückenau

Das Pfarrhaus in Bad Brückenau, einer Stadt im Landkreis Bad Kissingen im bayerischen Regierungsbezirk Unterfranken, wurde im Kern im ersten Viertel des 18. Jahrhunderts errichtet. Das Pfarrhaus am Kirchplatz 2, bei der katholischen Pfarrkirche St. Bartholomäus, ist ein geschütztes Baudenkmal.
Der ehemals zweigeschossige, jetzt dreigeschossige Bau mit Walmdach besitzt fünf zu vier Fensterachsen.